# Biserica ortodoxă din Boian, județul Sibiu
Biserica ortodoxă din Boian se află în satul Boian din județul Sibiu, Transilvania, România.

## Istoric

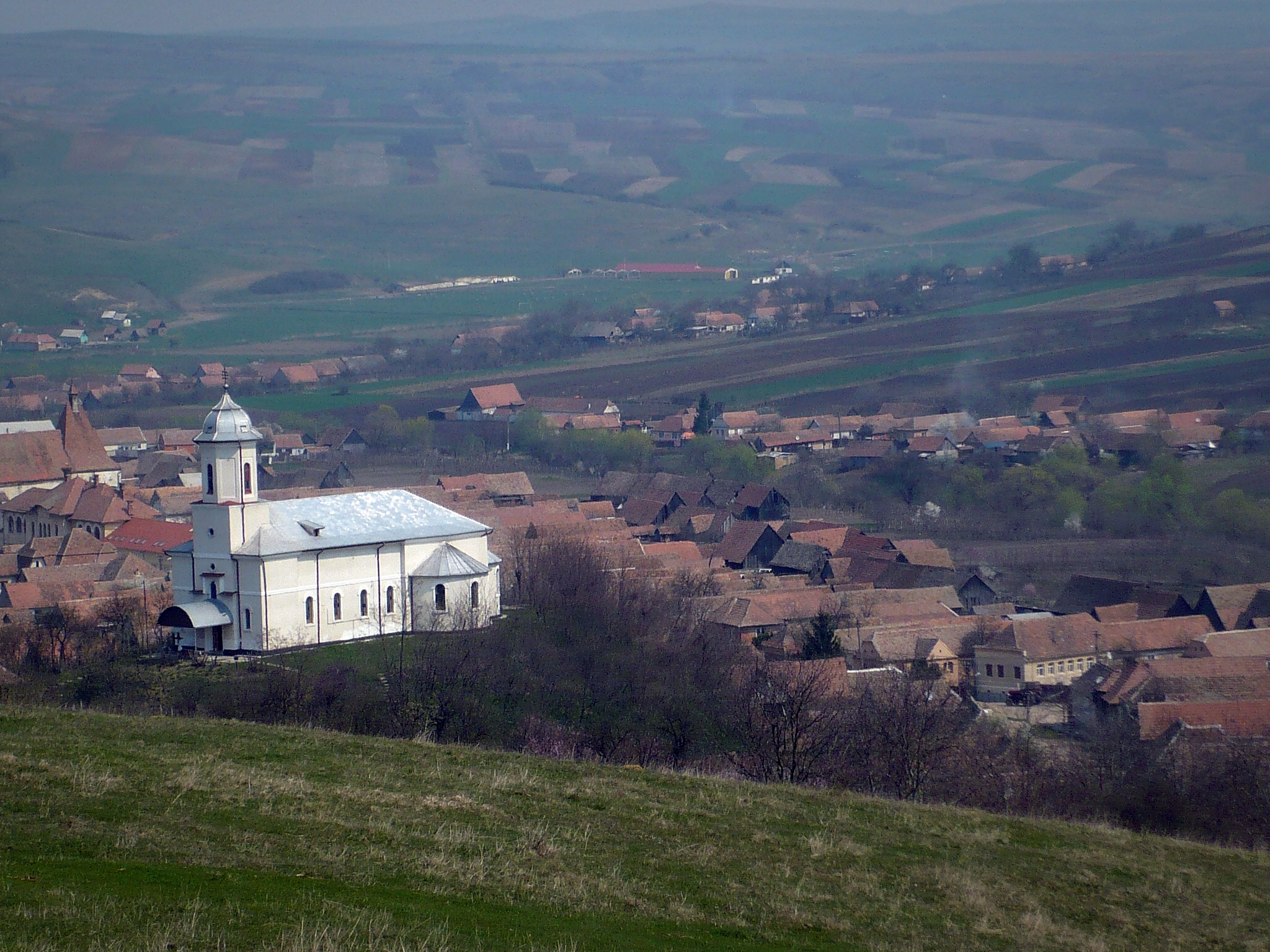
Biserica ortodoxă din Boian

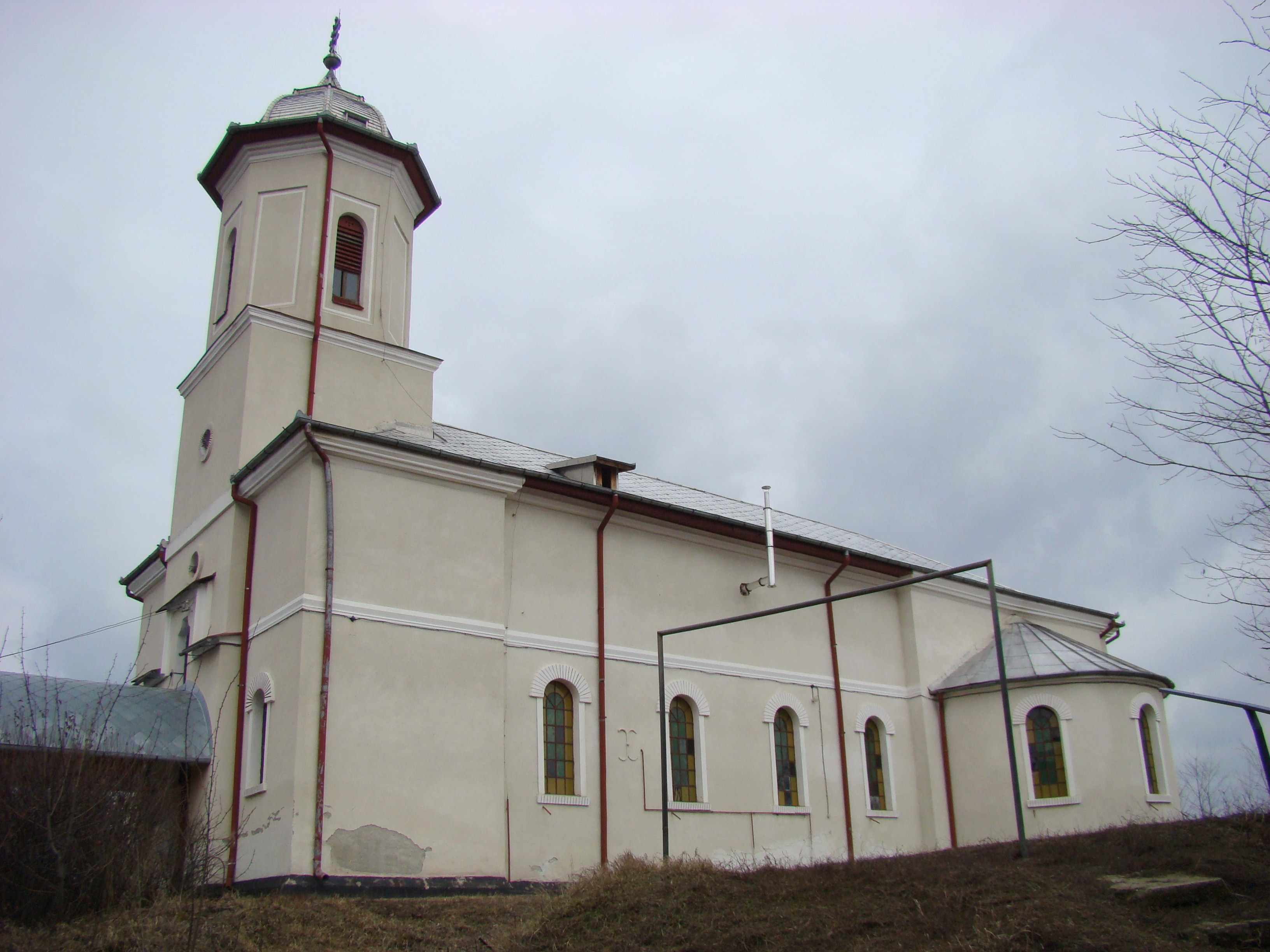
Biserica ortodoxă „Sfinții Arhangheli Mihail și Gavriil" din Boian, județul Sibiu, foto: februarie 2013.

Biserica ortodoxă cu hramul "Sfinții Arhangheli Mihail și Gavril" a fost construită între anii 1904-1908 pe locul unei alte biserici ortodoxe, care a fost demolată. Vechea biserică avea tot hramul "Sfintii Arhangheli"(asa este mentionat hramul bisericii in registrul de botezati al parohiei ortodoxe din Boian existent la Arhivele Nationale Sibiu completat de preotii Teodor Popovici si Petru Ketzanovici, intre anii 1795-1808) și era una dintre cele mai vechi biserici românești din zidărie din ținutul dintre Târnave, pictată atât în interior,cât și în exterior. Biserica exista la sfârșitul sec.al XVIII-lea, fiind amintită intr-un Antimis din anul 1784 de la episcopul Ghedeon Nichitici. Biserica a fost demolată din ordinul autorităților ( 30.03. 1902 "Aduce la cunoștință Of.prot. că au fost pretorul și cu inginerul Comitatului de au vizitat biserica și au dat ordin să fie încuiată."),iar prin Ordinul Consistoriului Bisericesc nr.3892 din 4 aprilie 1902 se comunică poporului decizia de închidere a bisericii, aceasta fiind încuiată pe data de 9 aprilie 1902, prin Ordinul Preturei. Planul de reparare a bisericii înaintat de Comitetul Bisericesc nu este aprobat (cf. Ord. Cons. Nr. 11233 Bisericesc din 15.11.1903 "...se înapoiază planul și preliminarul pentru repararea bisericei din Boian neaprobat...").
Actuala biserică s-a construit prin contribuția credincioșilor păstoriți de preotul paroh Iosif Crișan, cu un mic ajutor de la Centrul Eparhial Sibiu, și prin donații de la diverși cetățeni localnici stabiliți in America sau în București (ex. 273 coroane de la Teodor Cucuiu din București și Nicolae Duma Gheorghiță din America).
Lucrările de edificare a bisericii sunt încredințate arhitectului Kercsedi Lajos pentru suma de 4600 coroane, la 31.08.1905. La nici două luni de la începerea lucrărilor (13.10.1905) arhitectul a părăsit lucrul la biserică "până în primăvara următoare", nemulțumit de devizul prea mic. Pe 7 martie 1906 are loc procesul contra arhitectului Kercsedi Lajos, iar pe 11 aprilie 1906 comisia constată pagubele pricinuite prin întreruperea lucrărilor. Lucrările stagnează încă un an, fiind reluate abia pe 12.05.1907, de către "maestrul Neagoe" din Mediaș. Consecințele întreruperii lucrărilor se vor vedea curând dupa terminarea bisericii, fundația prezentând deteriorări grave, fiind necesară înlocuirea ei cărămidă cu cărămidă în anul 1923, preot fiind Ioan Scumpu.
Biserica are o suprafață de aprox. 396 mp, este construită în stil bizantin în formă de cruce, cu o cupolă în naos, semicupolă în altar și boltă în pronaus și are cafas pentru cor. Fundația este de cărămidă de la fabrica din Dâmbău (Târnaveni), elevația tot din cărămidă, cupola și bolta sunt din scândură acoperită cu trestie și tencuiala cu mortar pe bază de var amestecat cu nisip, șarpanta este din lemn, iar învelitoarea inițială din țiglă solzi, a fost înlocuită cu tablă de aluminiu la sfârșitul anilor '90, prin eforturile credincioșilor păstoriți de preotul Liviu Atanasie Guliman. Turnul este acoperit tot cu tablă și adăpostește două clopote mai mici, un al treilea clopot rechiziționat în timpul primului război mondial, nemaifiind înlocuit. Pardoseala este din dale de beton mozaicate.
Biserica a fost sfințită pe 8 septembrie 1908, de către protosinghelul Miron Cristea, viitorul patriarh al României, la acea vreme asesor consistorial la Sibiu, de protopopul Cetății de Baltă Nicolae Tudoran, de preotul Zaheu Sas din Blăjel și de preotul local Iosif Crișan.
Inițial, biserica nu a fost pictată, ci numai zugrăvită în interior. Actuala pictură a fost realizată între anii 1967-1970 de către pictorul Ioan Căzilă din Sibiu, fiind sfințită pe 11 septembrie 1971 de către Înalt Prea Sfințitul dr. Nicolae Mladin, asistat de un sobor de 18 preoți, în frunte cu protopopul Mediașului Petru Boeriu. Preotul paroh prin strădania căruia s-a realizat pictura a fost David Olariu.
În anul 1927 se execută din lemn scările de pe dealul bisericii, acestea fiind înlocuite între 1959-1961 cu scări din beton. Tot în 1927 se refac stranele pentru credincioși, iar un an mai târziu, pe 24 iunie 1928, se ia hotărârea de a se face ferestrele de fier "de către lăcătușul Hubats din Mediaș". În anul 1962 se introduce gazul metan pentru încălzirea bisericii, iar in 1965 curentul electric. Prin eforturile preotului Augustin Lăpădatu se construiește noua casă parohială la începutul anilor '80, iar la baza dealului este ridicat monumentul eroilor satului căzuți în cele două războaie mondiale. În 1991 se înlocuiește vechiul iconostas, actualul fiind executat de Ioan Căzilă, fiul celui care a pictat biserica. În anul 2002 biserica este tencuită din nou în exterior.
În iarna 2017-2018 tânărul preot Marius Draghici introduce încălzirea centrală în biserică. A urmat apoi achizitionarea unui candelabru, repararea zidului de la altar, care prezenta crapaturi mari si risca sa se prabuseasca, si dotarea bisericii cu un clopot nou, care venea sa ocupe locul celui rechizitionat in timpul Primului Razboi Mondial(2020).

## Așezare
Biserica este așezată în partea de sud-vest a localității, pe vârful unei coline tronconice.

## Parohia ortodoxă a fost slujită de-a lungul timpului de următorii preoți
- Teodor Popoviciu (1795-1804)
- Petru Chețanovici (1804-1851)
- Dionisie Chețanovici (1851-1868)
- Iosif Crișan (1868-1912)
- Ioan Scumpu (1913-1935)
- Axente Ursa (1936-1941)
- Ioan Comșa (1941-1943)
- David Olariu (1943-1976)
- Augustin Lăpădatu (1976-1994)
- Liviu Atanasie Guliman (1994-2017)
- Marius Draghici(2017- februarie 2021)
- Florin Petreus (martie 2021- in functie)

## Galerie de imagini

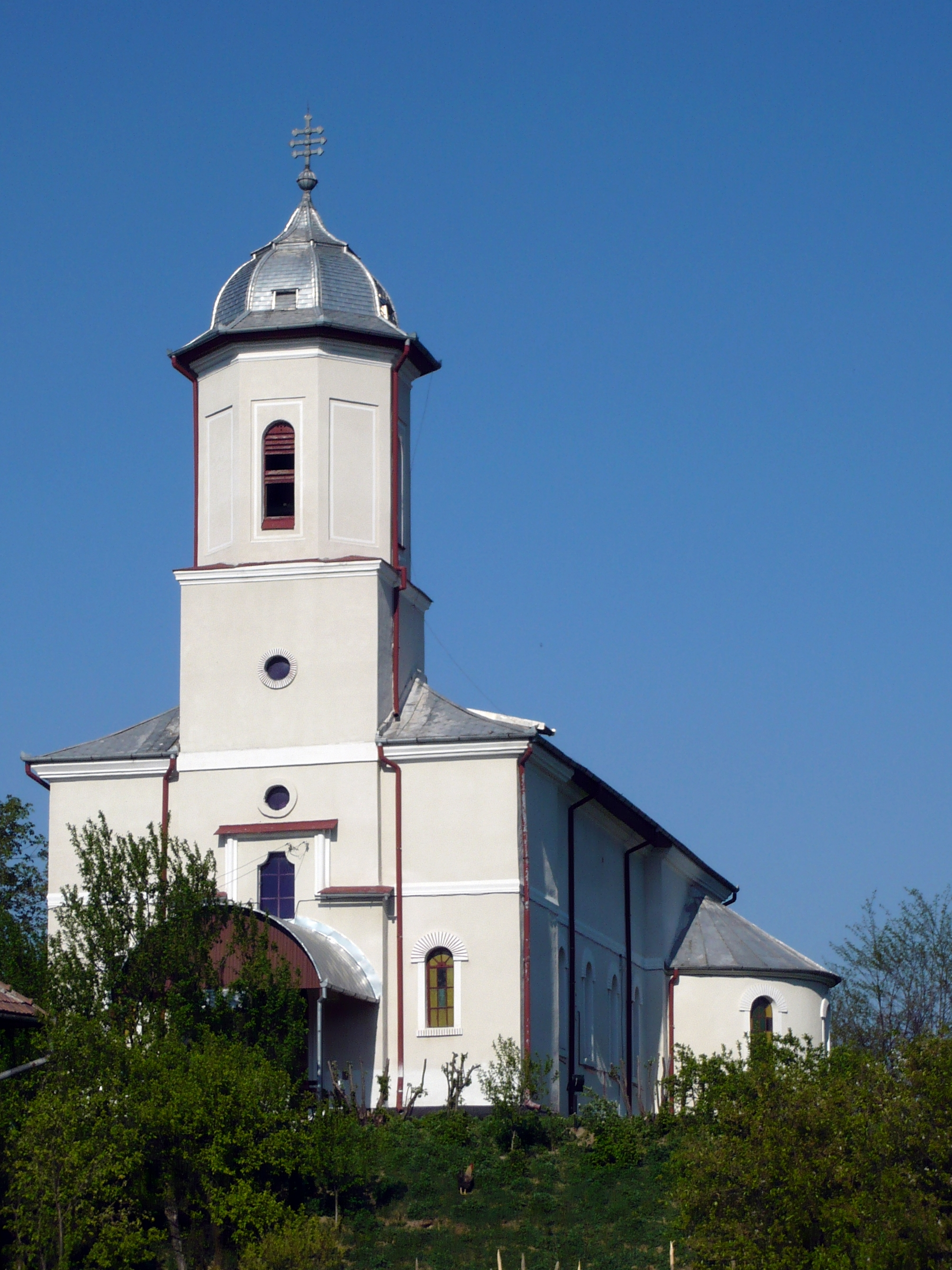
Biserica ortodoxă Boian
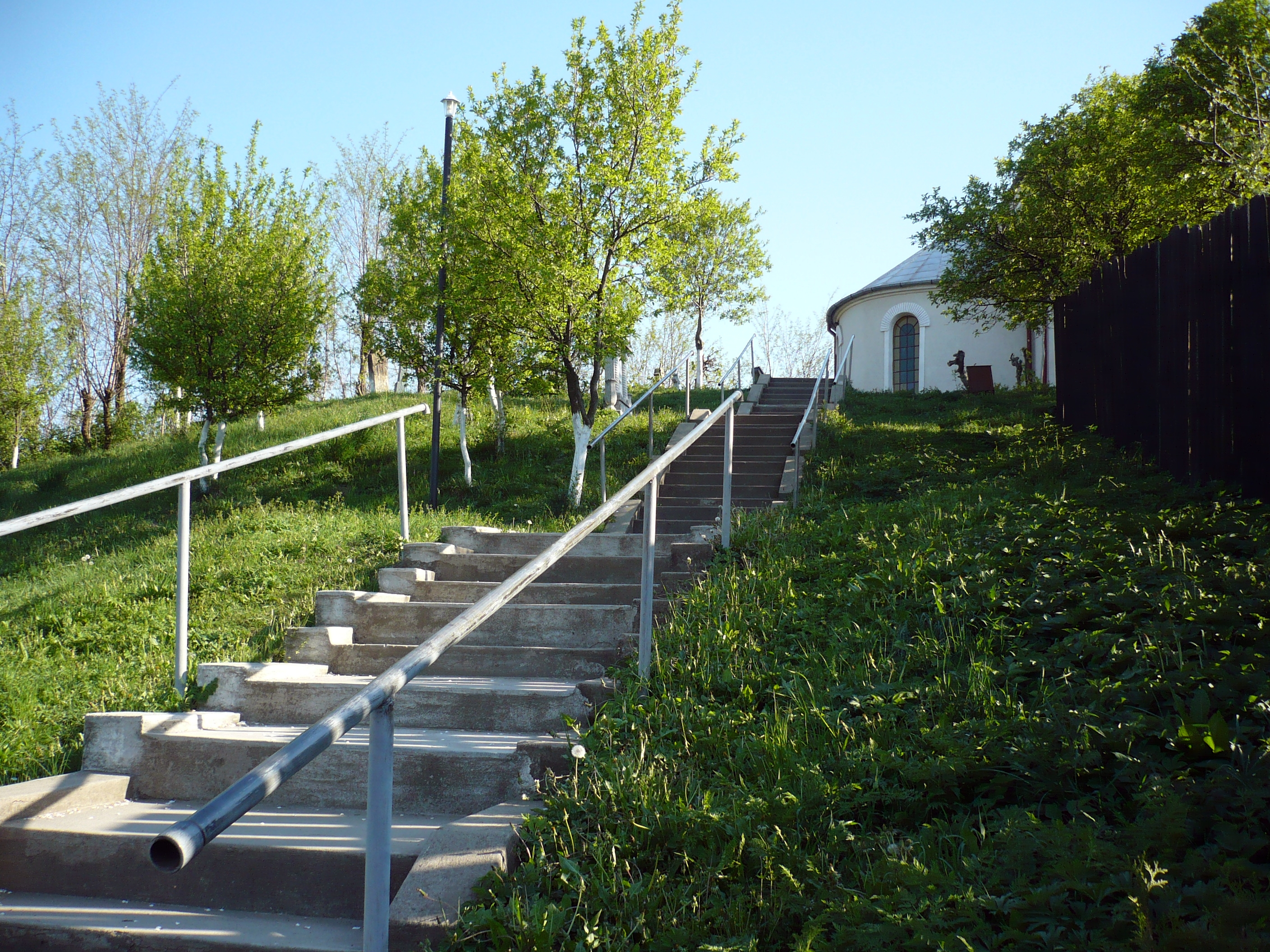
Scările care duc spre biserică
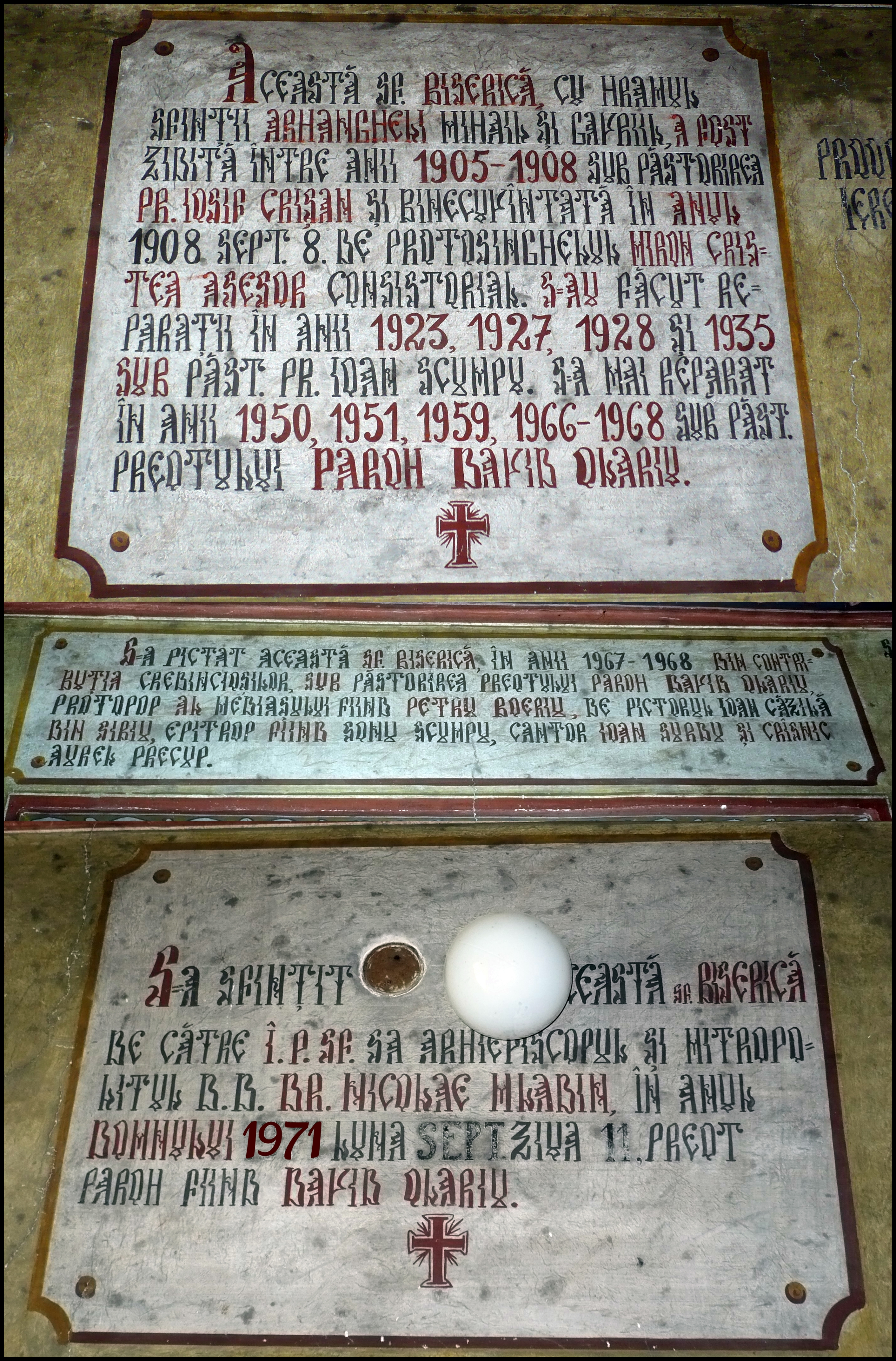
Plăcuţe
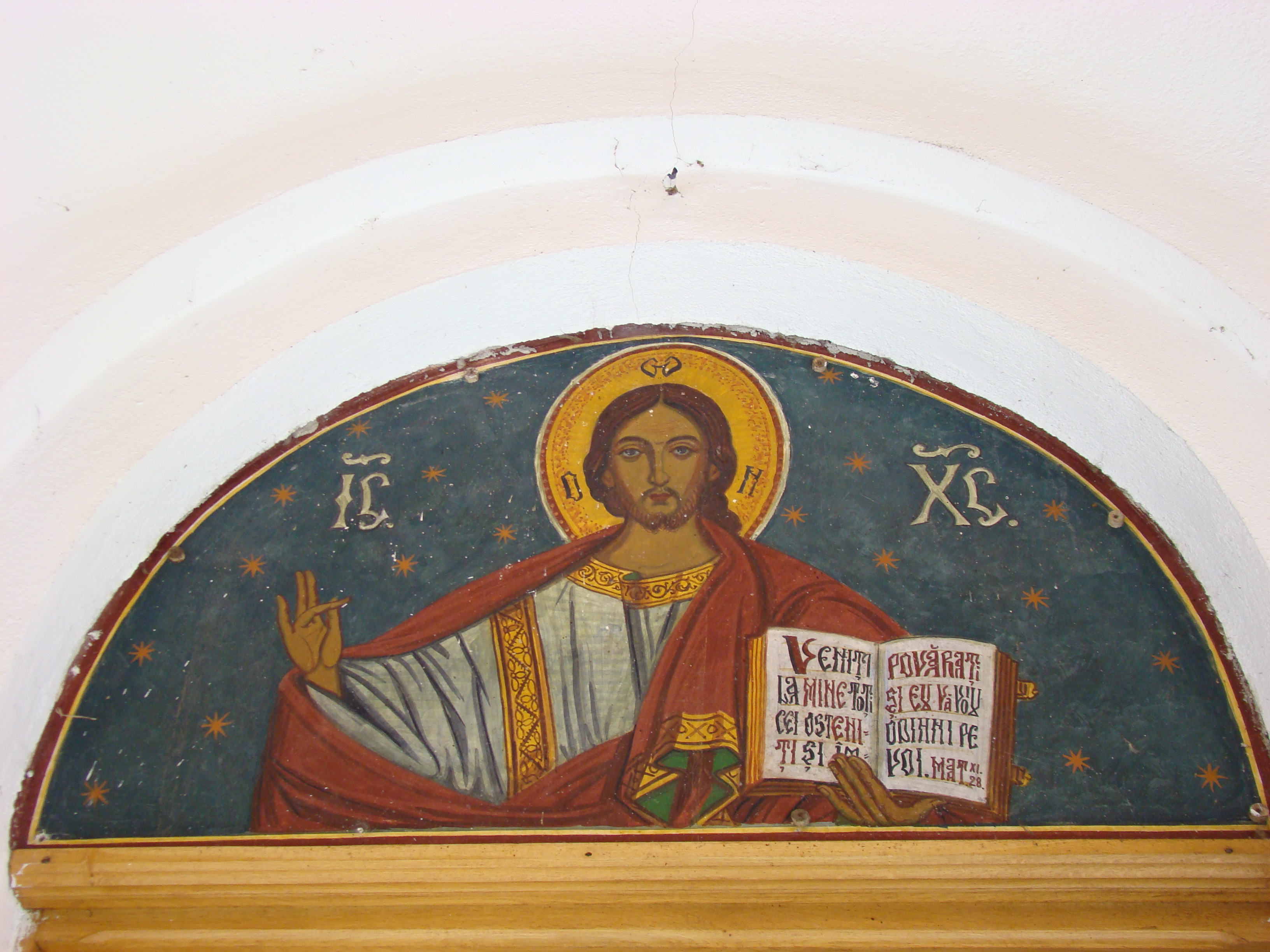
Pictura exterioară
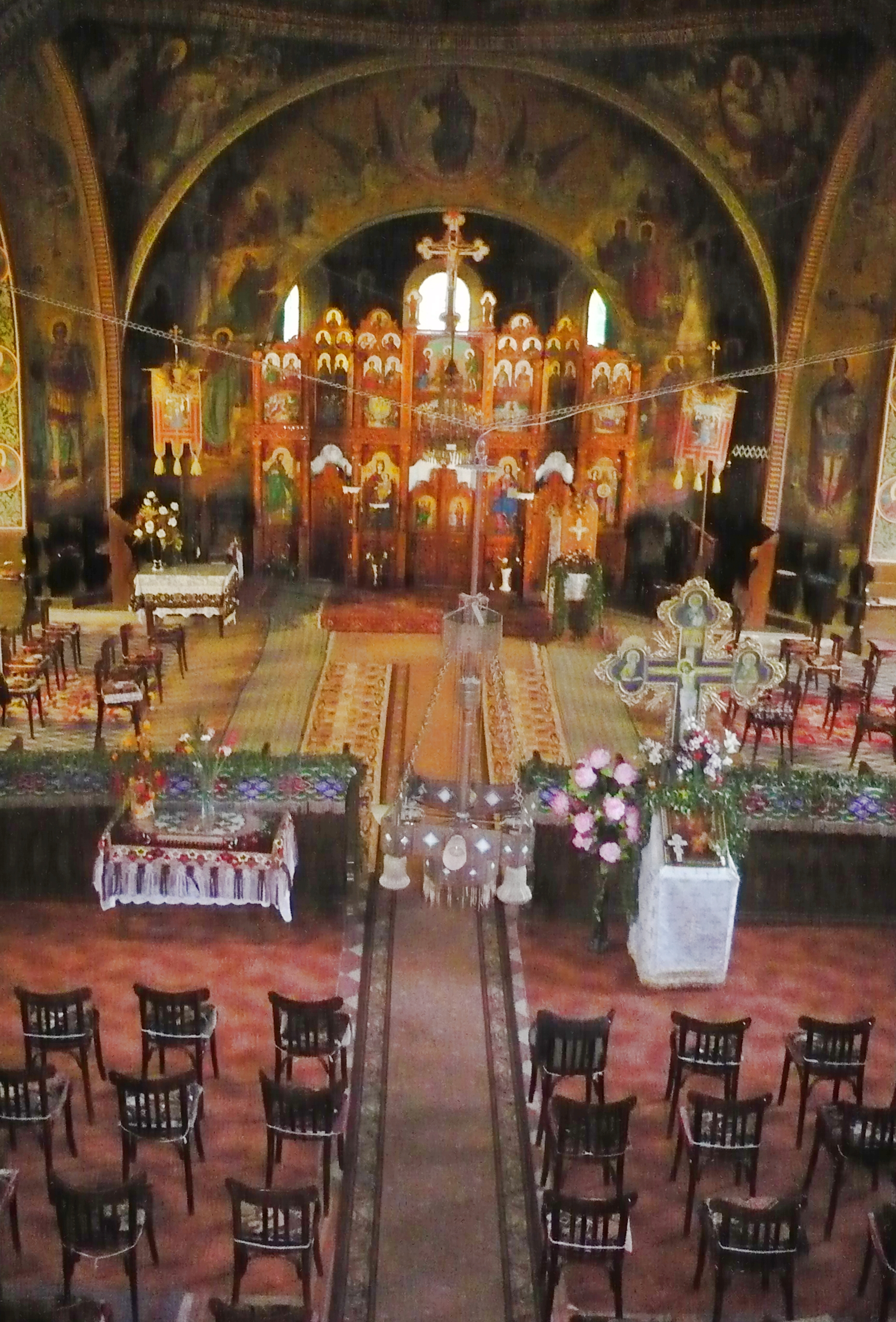
Interior
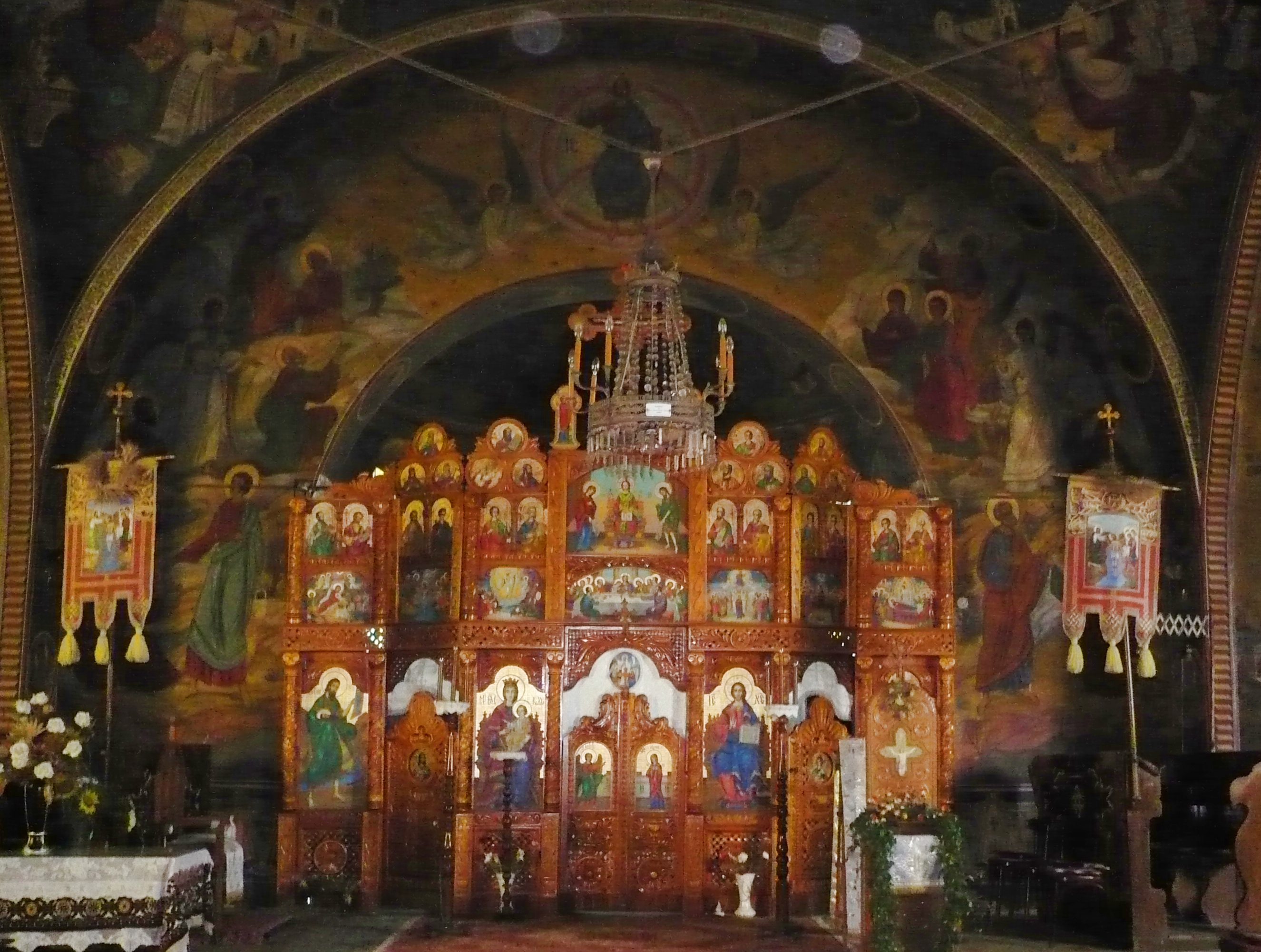
Iconostas
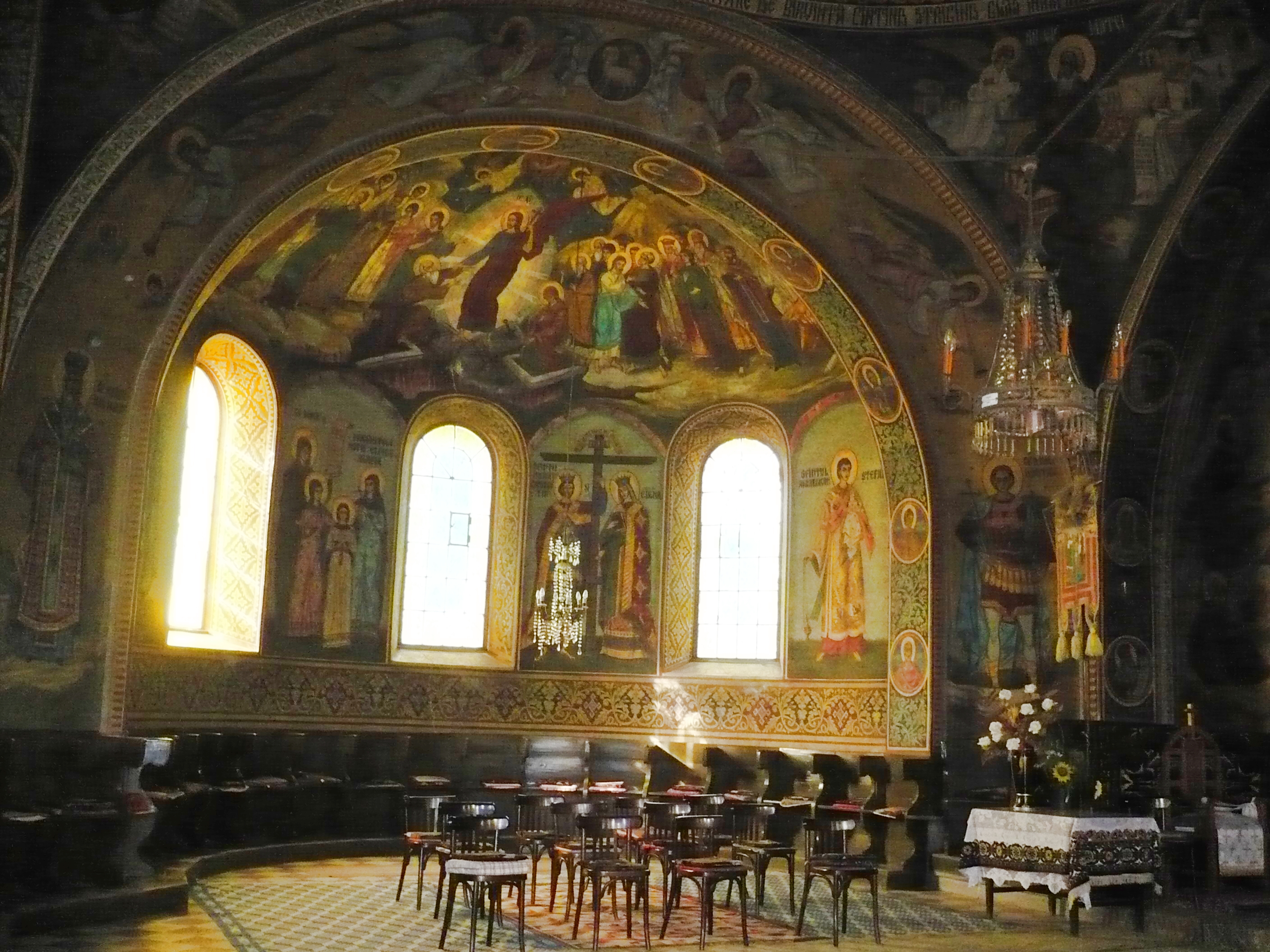
Interior
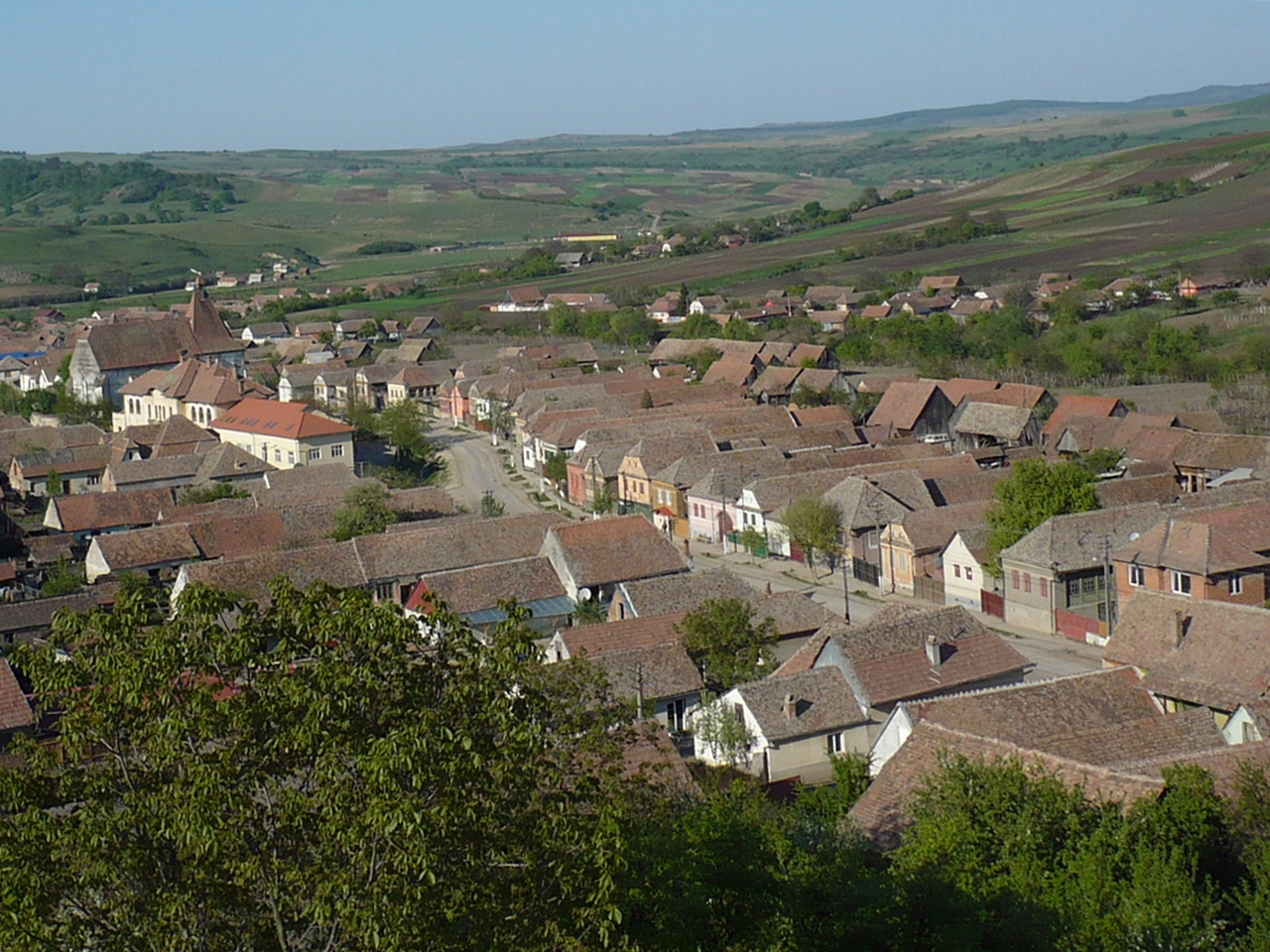
Boian-vedere din turnul bisericii ortodoxe